# 富岡次郎
富岡 次郎（とみおか じろう、1927年（昭和2年）4月1日 - ）は、日本の歴史学者、京都大学名誉教授。西洋史、特に中世英国史が専門だが、日本近代労働史にも関心がある。

## 来歴
兵庫県生まれ。1952年京都大学西洋史学科卒、同大学院、1966年「イギリス農民一揆の研究」で、京都大学より文学博士の学位を取得。京都大学人文科学研究所助手、京都大学教養部講師、助教授、教授、1992年定年退官、名誉教授、京都学園大学教授。
妻・富岡和子は、農学博士、奈良教育大学教授。長男・富岡淳は、工学博士・早稲田大学理工学部教授。

## 著書
- 『イギリス農民一揆の研究』創文社 1965
- 『看護婦現代史」医学書院 看護教養新書 1966
- 『日本医療労働運動史』勁草書房 1972
- 『ゼネストの研究』三一書房 1978
- 『イギリス社会主義運動と知識人』三一書房 1980
- 『現代イギリスの移民労働者 イギリス資本主義と人種差別』明石書店 世界差別問題叢書 1988
- 『イギリスにおける移民労働者の住宅問題』明石書店 世界人権問題叢書 1992
- 『イギリスにおける人種と教育』明石書店 世界人権問題叢書 1998

### 共著
- 『資本主義成立の研究』飯沼二郎共著 未来社 1960
- 『看護婦』片岡曻、園部逸夫共著 三一新書 1961

## 参考
- 『人事興信録』1995